# Référendum islandais de 2011
Pour les articles homonymes, voir Référendum islandais sur le remboursement de la dette.
Le référendum islandais sur le remboursement de la dette est une consultation populaire qui s'est tenue en Islande le 9 avril 2011. Le référendum s'est tenu, d'après l'article 26 de la Constitution, après que le président islandais Ólafur Ragnar Grímsson a refusé de contre-signer la loi du 16 février 2011 (connue sous le nom de « troisième loi Icesave »).
Le référendum a abouti sur une victoire du « non » avec environ 60 % des voix.
Un référendum portant sur la même question s'était précédemment tenu en 2010 et avait abouti au rejet massif de la proposition de remboursement de la dette de la banque Icesave envers le Royaume-Uni et les Pays-Bas.

## Résultats

### Nationaux
| Choix                  | Votes   | %     |
| ---------------------- | ------- | ----- |
| Pour                   | 69 462  | 40,23 |
| Contre                 | 103 207 | 59,77 |
|                        |         |       |
| Votes valides          | 136 991 | 98,61 |
| Votes invalides        | 406     | 0,23  |
| Votes blancs           | 2 039   | 1,16  |
| Total                  | 175 114 | 100   |
| Abstention             | 57 308  | 24,66 |
| Inscrits/Participation | 232 422 | 75,34 |

### Par région
| Circonscription            | Oui    | %    | Non    | %    | Blancs | %   | Nuls | %   | Total   | Participation (%) |
| -------------------------- | ------ | ---- | ------ | ---- | ------ | --- | ---- | --- | ------- | ----------------- |
| Reykjavíkurkjördæmi norður |        | 46,7 |        | 53,3 |        |     |      |     | 32.613  | 73,2              |
| Reykjavíkurkjördæmi suður  |        | 45,7 |        | 54,3 |        |     |      |     | 33.492  | 75,3              |
| Suðvesturkjördæmi          | 19.338 | 41,6 | 27.110 | 58,4 | 467    | 0,9 | 205  | 0,4 | 47.120  | 77,8              |
| Norðvesturkjördæmi         |        | 34,6 |        | 63,9 |        |     |      |     | 15.994  |                   |
| Norðausturkjördæmi         |        | 37,8 |        | 62,2 |        |     |      |     | 20.991  | 73,2              |
| Suðurkjördæmi              |        | 27,1 |        | 72,9 |        |     |      |     | 24.881  | 75,5              |
| Total                      |        | 40,9 |        | 59,1 |        |     |      |     | 175.091 | 75                |